# João Simões Lopes
João Simões Lopes (Pelotas, 1 de agosto de 1817 — Pelotas, 25 de outubro de 1893), primeiro e único barão e visconde da Graça, foi um nobre, político e estancieiro brasileiro.
Foi vice-presidente da província do Rio Grande do Sul, assumindo a presidência da província de 24 de maio a 12 de setembro de 1871.

## Biografia
Foi o primeiro filho do casal João Simões Lopes e Isabel Dorotéia da Fontoura. A trajetória de João começa quando juntou-se aos republicanos, lutando na Revolução Farroupilha, havendo sido preso algumas vezes. Sua irmã, Cândida Clara da Fontoura, casou-se com o barão de Jaraú, tornando-se a baronesa consorte de Jaraú.
Casou-se em primeiras núpcias, aos 19 anos de idade, em 1 de junho de 1836 com Eufrásia Gonçalves Vitorino, nascida em Piratini em 1822, filha de Manuel Gonçalves Vitorino e Francisca Gomes de Jesus, neta paterna de Manuel Gonçalves da Silveira e Francisca Inácia de Jesus, neta materna de Manuel José Gomes e Rosa Maria da Fonte. Eufrásia veio a falecer de cholera morbus, em 21 de dezembro de 1855. Desse primeiro casamento nasceram doze filhos.
Terminada a guerra, dedicou-se por pouco tempo ao comércio, estabelecendo depois uma charqueada em Pelotas. Filiou-se ao Partido Conservador e colaborou com diversas iniciativas da cidade: desobstrução do canal São Gonçalo, construção da Biblioteca Pública de Pelotas, asilo de mendigos e organização da Companhia de Iluminação a Gás.
Com o comércio adquiriu uma grande quantidade de terras e tornou-se uma personalidade de influência política na sua cidade natal e demais arredores.
Casou-se em segundas núpcias, aos 40 anos de idade, em 1 de julho de 1857, com Zeferina Antônia da Luz, nascida em Encruzilhada do Sul, em 21 de agosto de 1837, filha de Manuel Pereira da Luz e Joaquina Clementina Antônia da Luz. Do segundo casamento de Simões Lopes nasceram dez filhos, entre eles o futuro senador da República Augusto Simões Lopes e o também futuro deputado Ildefonso Simões Lopes. Zeferina veio a falecer em Pelotas, a 25 de junho de 1923, aos 86 anos. 
Simões Lopes foi nomeado vice-presidente da província em 24 de maio de 1871, tendo permanecido no cargo até 12 de setembro do mesmo ano. Foi distinguido com o título de barão da Graça em 27 de novembro de 1872, sendo posteriormente elevado a visconde da Graça em 16 de fevereiro de 1876.
Em decorrência do nome de seu título, suas terras passaram a se chamar de estância da Graça.

## Fonte de referência
- PORTO-ALEGRE, Achylles. Homens Illustres do Rio Grande do Sul. Livraria Selbach, Porto Alegre, 1917.